# Wereldkampioenschap volleybal vrouwen 2018 (kwalificatie CEV)
Deze pagina beschreef het kwalificatieproces voor het Wereldkampioenschap volleybal vrouwen 2018 dat zal worden gehouden in Japan.  Tweeënveertig landen  streden om 8 plaatsen in het eindtoernooi

## Eerste Ronde
De twee groepswinnaars plaatste zich voor de 2e Ronde.

### Groep A
- Locatie:  Tórshavnar Ittrottar, Tórshavn, Faeröer
- Data: 23-25 mei 2016

|      |               |     | Wedstrijden | Wedstrijden | Sets | Sets | Sets |
| Rank | Team          | Pts | W           | L           | W    | L    |      |
| ---- | ------------- | --- | ----------- | ----------- | ---- | ---- | ---- |
| 1    | Cyprus        | 9   | 3           | 0           | 9    | 1    |      |
| 2    | Faeröer       | 6   | 2           | 1           | 7    | 3    |      |
| 3    | Liechtenstein | 3   | 1           | 2           | 3    | 6    |      |
| 3    | Ierland       | 0   | 0           | 3           | 0    | 9    |      |

### Groep B
- Locatie:  d'Coque Gymnase, Luxemburg-Stad, Luxemburg
- Data: 24-26 juni 2016

|      |               |     | Wedstrijden | Wedstrijden | Sets | Sets | Sets |
| Rank | Team          | Pts | W           | L           | W    | L    |      |
| ---- | ------------- | --- | ----------- | ----------- | ---- | ---- | ---- |
| 1    | IJsland       | 9   | 3           | 0           | 9    | 1    |      |
| 2    | Schotland     | 6   | 2           | 1           | 6    | 4    |      |
| 3    | Luxemburg     | 3   | 1           | 2           | 5    | 6    |      |
| 3    | Noord-Ierland | 0   | 0           | 3           | 0    | 9    |      |

## Tweede Ronde
De zes groepswinnaars plaatsen zich direct voor het WK terwijl de 6 nummers 2 zich plaatsen voor de Derde ronde om de resterende 2 plaatsen.
| Groep | Groepswinnaar | Nummer 2    |
| ----- | ------------- | ----------- |
| A     | Rusland       | Griekenland |
| B     | Servië        | Tsjechië    |
| C     | Turkije       | Bulgarije   |
| D     | Italië        | België      |
| E     | Azerbeidzjan  | Nederland   |
| F     | Duitsland     | Slovenië    |

## Derde Ronde
De Nummers 1 en 2 van elke groep plaatsten zich voor het WK in Japan.

### Groep G
- Locatie:  Topsportcentrum Rotterdam, Nederland
- Data: 22-27 augustus 2017

|      |             |     | Wedstrijden | Wedstrijden | Sets | Sets | Sets |
| Rank | Team        | Pts | W           | L           | W    | L    |      |
| ---- | ----------- | --- | ----------- | ----------- | ---- | ---- | ---- |
| 1    | Nederland   | 15  | 5           | 0           | 15   | 0    |      |
| 2    | Bulgarije   | 12  | 4           | 1           | 12   | 6    |      |
| 3    | België      | 8   | 3           | 2           | 9    | 9    |      |
| 4    | Tsjechië    | 6   | 2           | 3           | 9    | 11   |      |
| 5    | Slovenië    | 3   | 1           | 4           | 5    | 12   |      |
| 6    | Griekenland | 0   | 0           | 5           | 1    | 15   |      |